# アンビションDXホールディングス
株式会社アンビションDXホールディングス（英: AMBITION DX HOLDINGS Co.,Ltd.）は2007年に設立された不動産会社。
賃貸仲介事業、プロパティマネジメント事業、インベスト事業、不動産DX事業、少額短期保険事業、海外システム事業、インキュベーション事業を展開している。
東京23区内のデザイナーズマンションを中心に借り上げた居住用不動産を転貸するサブリースがメイン事業となっている。2016年からAIチャットなどの人工知能技術（AI）を活用した自動接客システムの導入、2017年からは不動産におけるブロックチェーンの実証実験など、「不動産×IT」をコンセプトに事業を行なっている。

## 概要
アンビションDXホールディングスの前身であるAMBITIONは2007年9月、現・代表取締役の清水剛が設立した。東京23区を中心として、借り上げたマンションを転貸するサブリース事業および賃貸仲介を行う店舗展開。2012年には不動産売買を行うインベスト事業を開始した。
AMBITIONは創業7年目の2014年9月16日、東証マザーズに株式上場 。公開株式数は61万6,000株で、初値は公開価格960円を62％上回る1,555円だった。
株式上場後は、サブリース事業を強化。さらには2015年、神奈川県で賃貸仲介店舗を展開する株式会社VALORをM&Aで100%子会社化。店舗網の拡充を図った。
2017年には投資用デザイナーズマンションの開発、売買、賃貸借、管理、仲介を手掛けるヴェリタス・インベストメントをM&Aで100％子会社化。プロパティマネジメント事業の強化を進めた。
その後、顧客満足度の向上を目的としたカード決済、賃貸保証業務、民泊募集の代行サイト、不動産物件の売却を見据えて投資家を多数抱える団体との提携などによる集客力の強化を進めていく。
さらには労働集約型の産業である不動産業界の変革を目指す、として、AI（人工知能）を取り入れた自動接客システム「AI チャットルームピア」など、不動産事業へのIT導入を加速。そうした背景から、2018年には不動産向けのシステム開発を手掛ける株式会社 PC-DOCTORSをM&Aで100%子会社化。不動産テック事業を開始した。
2021年4月には「情報処理の促進に関する法律の一部を改正する法律」に基づく認定制度「DX認定制度」の認定事業者に選定された。また、2021年10月、「DXによって不動産ビジネスを変革し、デジタルとリアルを融合した唯一の不動産デジタルプラットフォーマーになる」というビジョンを打ち出し、商号を現在の「アンビションDXホールディングス」に変更した。

## 沿革
- 2007年
  - 9月 - AMBITION（現・アンビションDXホールディングス）設立
  - 11月 - 本社を東京都目黒区に移転
  - 12月 - プロパティマネジメント事業開始。賃貸仲介事業開始
- 2010年1月 - ジョイント・コーポレーションのグループ会社であるジョイント・ルームピア（現・アンビション・エージェンシー）をM&Aで100%子会社化
- 2012年
  - 3月 - 本社を東京都渋谷区桜丘町に移転
  - 5月 - インベスト事業開始
- 2014年9月 - 東京証券取引所マザーズ市場に株式上場
- 2015年
  - 4月 - 事務代行業として、AMBITION VIETNAM CO.,LTDを設立
  - 6月 - 神奈川県にて賃貸仲介店舗を展開する株式会社VALORをM&Aで100%子会社化
  - 11月 - 本社を東京都渋谷区神宮前に移転
- 2016年11月 - ホープ少額短期準備会社（現・ホープ少額短期保険）を設立[12]
- 2017年10月 - 投資用デザイナーズマンションの開発、売買、賃貸借、管理及び仲介を業とする株式会社ヴェリタス・インベストメントをM&Aで100%子会社化
- 2019年7月 - 学生向け賃貸物件仲介事業部門を独立させ、アンビション・レントを設立。法人向け賃貸物件仲介事業部門を独立させ、アンビション・パートナーを設立。RPAを活用した入力業務代行サービスを運営する事業会社として、RPAテクノロジーズとの合弁会社のRe-Tech RaaS（リテックラース）を設立[13]
- 2021年
  - 6月 - ブロックチェーン開発企業のアーリーワークスと資本提携[14]
  - 10月 - 株式会社アンビションDXホールディングスに商号変更[15]

## 加盟団体
- 公益社団法人全国宅地建物取引業保証協会
- 公益社団法人東京都宅地建物取引業協会
- 公益社団法人首都圏不動産公正取引協議会
- 公益財団法人日本賃貸住宅管理協会
- 一般社団法人DX不動産推進協会

## 連結子会社
- 株式会社VALOR
- AMBITION VIETNAM CO.,LTD
- 株式会社ホープ少額短期保険
- 株式会社ヴェリタス・インベストメント
- 株式会社アンビション・エージェンシー
- 株式会社VISION
- 株式会社アンビション・レント
- 株式会社アンビション・パートナー
- アンビション・ベンチャーズ
- 株式会社 Re-Tech RaaS